# Opopaea kulczynskii
Opopaea kulczynskii es una especie de araña araneomorfa del género Opopaea, familia Oonopidae. Fue descrita científicamente por Berland en 1914.
Habita en Kenia.